# 刺毛蔷薇
刺毛蔷薇（学名：Rosa farreri）为蔷薇科蔷薇属下的一个种。

## 扩展阅读
- 維基物種上的相關：刺毛蔷薇